# اختزال ثنائي هيدرو الفولات

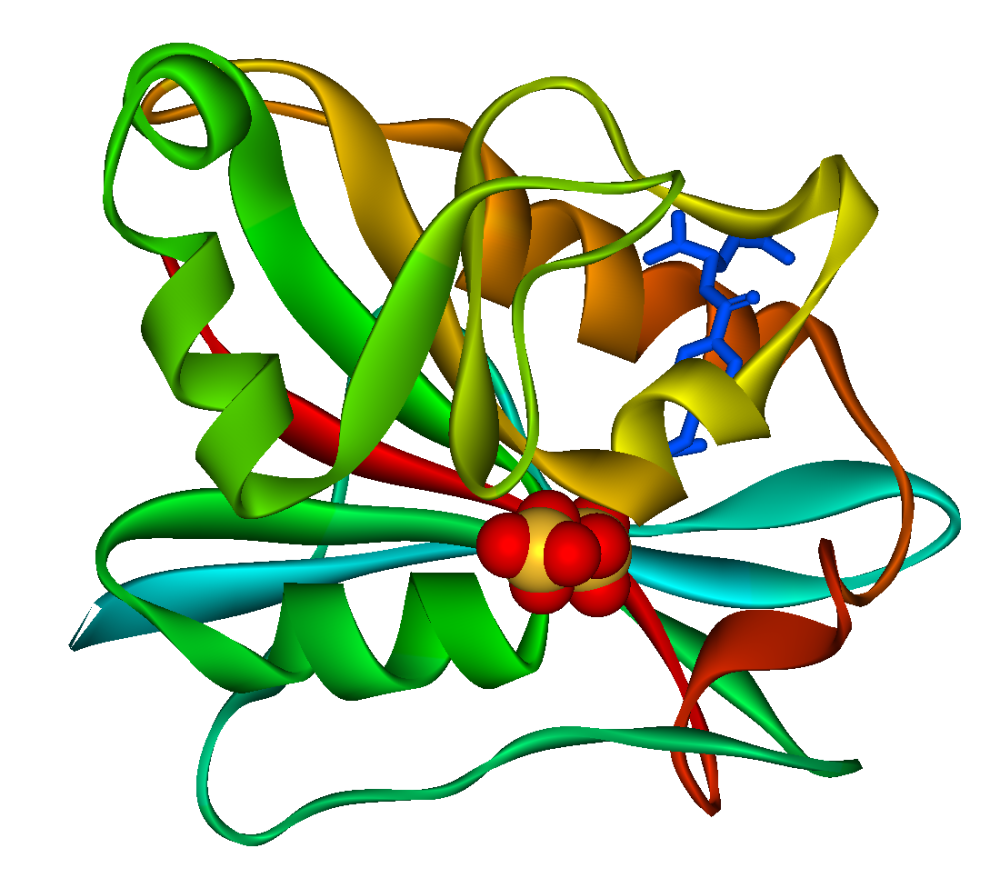

اختزال ثنائي هيدروالفولات (بالإنجليزية: Dihydrofolate reductase)‏ هو إنزيم صغير يلعب دورا داعما، وأساسيا، في بناء الحمض النووي وغيرها من العمليات. ويدير مجموعة من حمض الفوليك، وهو جزيء عضوي متعرج ويحول مكونات ذرات الكربون إلى الإنزيمات التي يحتاجون إليها في ردود أفعالهم. وكذلك يستخدم إنزيم سينسيز الثيميديلات هذا ذرات الكربون لبناء قواعد الثايمين، الذي هو عنصرا أساسيا من الحمض النووي.
اختزال dihydrofolate يحول dihydrofolate إلى رباعي هيدروفولات ، أن خدمة نقل مجموعة الميثيل المطلوبة لدي نوفو توليف البيورينات تكون في حمض الفوليك ثنائي هيدرو، وبعض الأحماض الأمينية. في حين تم تعيين وظيفة اختزال ثنائي هيدروالفولات هو اختزال الجين في الكروموسوم 5، أو اختزال حمض الفوليك ثنائي هيدرو مثل الجينات على الكروموسومات المنفصلة.

## الوظيفة
وظيفة اختزال ثنائي هيدروالفولات يحول ثنائي هيدروفولات (Dihydrofolate) إلى رباعي هيدروفولات Tetra) (hydrofolate، حيث يقذف اثنين من جزيئات كبيرة نسبيا في عملية رد فعله. اختزال ثنائي هيدروالفولات يحتوي على أخدود طويل يربط حمض الفوليك في نهاية واحدة، والبروتين يلتف حول sidechains في جزيئات اثنين، وتحديد المواقع لهم بإحكام بجانب بعضها البعض. ثم يقوم الانزيم بتحويل ذرات الهيدروجين لثنائي لحمض الفوليك، إلى شكل منخفض مفيد.

## تصديه للسرطان
الانزيمات تلعب أدوار أساسية للمساهمة في العلاج بالأدوية للحساسية التي تحويها. كما يعتبر اختزال ثنائي هيدروالفولات، الإنزيم الأول ليكون هدفا للعلاج الكيميائي للسرطان.

## تواجده
يتواجد اختزال ثنائي هيدروالفولات في جميع الكائنات الحية، ولكن كل كائن يصنع نسخة مختلفة قليلا عن الآخر. فعلى مدى تطور الحياة، وخطط عمل اختزال ثنائي هيدروالفولات قد تتحور وتتغير ببطء.

## وصلات خارجية
- 1988 Nobel lecture in Medicine
- Proteopedia: Dihydrofolate reductase

- هذه المَقالة تَشتمل على نَص من المِلكية العامة لِـ بفام وَإنتربرو {{{1}}}.